# Beechcraft B-200 Cormorán
El Beechcrat B-200 "Cormorán" es un avión destinado a complementar a los aviones de exploración; la Aviación Naval de la Armada Argentina, con la colaboración de la Secretaría de Agricultura, Pesca y Alimentación de la Nación, dispuso la modificación de aviones Super King Air para realizar misiones de patrullaje y exploración marítima. Para ello se tomó como base del proyecto al modelo que ofrecía la Beech, el B-200T, iniciándose los trabajos de modificación en 1992, contando con una ayuda muy particular: el B-200T de la Aviación Naval de la Armada de Uruguay, al cual se lo evaluó hasta el último detalle a fin de poder “clonar” los B-200 en un B-200M.

## Historia
Mediante disposición del 24 de julio de 1975, se creó la Escuadrilla Aeronaval de Reconocimiento; la misma surgió a partir del Grupo Aerofotográfico de la Fuerza Aeronaval Nro. 1 (el cual contaba con los C-45 y B-80). Entre los años 1975 y 1977, el Comando en Jefe de la Armada dispone su conformación en forma definitiva. El 20 de marzo de 1979 llegaron los aviones B-200 (4-G-41, 42 y 43) procedentes de la Base Aeronaval Ezeiza y de los Estados Unidos. El 11 de mayo del mismo año se incorporan los B-200 matriculados 4-G-44 y 45. En la segunda quincena del mismo mes pasaron a la Escuela de Aviación Naval (el 41 y el 42) transformándose en herramienta indispensable para el dictado del Curso de Adaptación en Vuelo Instrumental de los años posteriores. El 17 de agosto llegaron los últimos tres B-200 matriculados 4-G-46, 47 y 48, siendo destinados a la Base Aeronaval Comandante Espora. El 6 de febrero de 1980 es desafectado el último C-45 ("Carlitos") matriculado 4-F-11 para su descanso final, junto con su hermano el 4-F-12, en el Arsenal Aeronaval Nro. 1. Durante el año 1982, la Escuadrilla completa tomó parte con todas sus aeronaves, de la Guerra de Malvinas, efectuando vuelos de apoyo logístico móvil ligero desde y hacia las islas, de enlace de comunicaciones y de relevamiento aerofotográfico del archipiélago, sin ningún tipo de pérdidas humanas o materiales. Entre mayo y diciembre de 1986, se consigna en forma temporal el B-80 matrícula 6-G-83, el efectúa algunos vuelos de adiestramiento hasta que es remitido a la Escuadrilla Aeronaval de Exploración. El 2 de noviembre de 1987 cumpliendo lo ordenado por el COAN, llegan a la Escuadrilla los dos últimos PC-6 en servicio rematriculados 4-G-1 y 2. 
Aprobados los estudios de factibilidad para modificar las aeronaves, con la colaboración de la Secretaría de Agricultura, Pesca y Alimentación, se materializó el viejo sueño de la marinización. Desde el 22 de mayo de 1992, se afectó el 4-G-43 para dar inicio al proyecto "Cormorán". Por último, a partir del 30 de marzo de 1993, se efectuaron las pruebas en el mencionado avión al ser concluida la primera etapa de la modificación, siendo aceptado y rematriculado como 4-F-43. Se modificaron 4 aviones.
Finalmente, se resuelve pasar a la reserva a la anterior Escuadrilla (Escuadrilla Aeronaval de Reconocimiento) y crear el 1 de abril de 1996 en la Fuerza Aeronaval Nro. (FAE3) 3, a la Escuadrilla Aeronaval de Vigilancia Marítima (EA6V) y subordinarla a la reactivada Escuadra Aeronaval Nro. 6 (EAN6).
En 2008 la Escuadrilla fue cambiada a la Base Aeronaval Punta Indio, pasando en la Fuerza Aeronaval N.º 1, Escuadra Aeronaval N.º 1.

## Servicio operativo
La Armada Argentina tiene como una de sus tareas prioritarias el Control del Mar y sus recursos, debiendo ejercer mediante sus unidades navales y aeronavales, una celosa vigilancia del Mar Argentino a fin de:
- Organizar y conducir la defensa para proteger el tráfico mercante necesario para el funcionamiento de la economía nacional.
- Preservar los recursos vivos y evitar su depredación.
- Hacer cumplir las leyes nacionales e internacionales en el mar.
- Coordinar las operaciones de búsqueda y rescate.
- Detectar actividades ilegales.

El Aviación Naval, coherente con los conceptos generales de racionalización y reestructuración de la misma, enfrentó el desafío de la realidad modificando su orgánica y desplegando unidades hacia el sur.
Las aeronaves Beechcraft B-200, incorporadas en los años 1975 y 1979, originalmente, operaron desde la Base Aeronaval Punta Indio en tareas de propósitos generales, fotografía aérea y apoyo logístico ligero. Si bien, poseían una adecuada performance para las tareas de vigilancia marítima, no contaban con el equipamiento suficiente. Luego de la modificación, asignados ya a la EA6V en la Base Aeronaval Almirante Zar, además de cumplir con sus funciones asignadas, ejercitan con los buques de superficie y submarinos en las llamadas Etapas de Mar, junto al resto de los aviones y helicópteros del COAN.

## Electrónica agregada
Los trabajos de modificación y equipamiento consistieron en:
- Incorporación de un radar ventral RDR-1500 de vigilancia marítima de 360 grados de exploración y un alcance aproximado de 160 a 180 km. Se adquirieron 3 radares y 4 radomos, debiéndose realizar los carenados correspondientes en la parte posterior e inferior del fuselaje. El radar implicó necesariamente instalar en la cabina una pantalla con sus correspondientes controles.
- Extensión de las barquillas o nacelas de los motores, en donde se pudo incorporar un depósito adicional de combustible con capacidad unitaria de aproximadamente 250 kg, hecho que incrementó los pesos operativos del avión, pero permite agregar una hora adicional de autonomía.
- Incorporación de dos ventanillas de observación tipo “burbuja” en la parte trasera del fuselaje, con la posibilidad de uso de la cámara fotográfica AGFLITE que permite imprimir en la toma todos los datos necesarios del objetivo, especialmente la posición mediante un sistema de posicionamiento global o GPS.
- Mejoras en los equipos de comunicaciones UHF/VHF, incluyéndose un primitivo sistema de enlace de datos denominado TNC que permite la transmisión de fax.
- Se incorporó una llamada "línea de mar" que permite arrojar en vuelo equipos de rescate, tal como una balsa salvavidas, equipos de supervivencia, boyas de humos o incluso sonoboyas.

Los aviones modificados, fueron bautizados "Cormorán" y han sido asignados a la Escuadrilla Aeronaval de Vigilancia Marítima (EA6V), que desde su creación se encuentran operando desde la BAAZ.